# Tiofläckig nyckelpiga
Tiofläckig nyckelpiga (Calvia decemguttata) är en skalbaggsart som först beskrevs av Carl von Linné 1767. Den ingår i släktet Calvia och familjen nyckelpigor.

## Beskrivning
En nyckelpiga med ljust brungul grundfärg, vitt huvud med ljust brungul nacke, rödgula ben och antenner, samt 10 vita fläckar på täckvingarna, fördelade i två tvärränder om fyra fläckar var och två fläckar i spetsen på täckvingarna. Kroppslängden är 5 till 6,7 mm.

## Utbredning
Det europeiska utbredningsområdet utgörs av Mellan- och Nordeuropa (utom Island och Brittiska öarna) med sydgräns ungefär vid norra Italien. Den finns också i Turkiet samt via Vitryssland, Ukraina, Georgien, Sibirien, Armenien och Azerbajdzjan till Mongoliet, Kina, Koreahalvön och Japan. I Sverige, där den är klassificerad som livskraftig, finns den i Götaland med undantag av Dalsland och Gotland, Mälardalslandskapen samt Dalarna. I Finland, där den också är klassificerad som livskraftig, har den påträffats i de södra och sydöstra delarna av fastlandet ungefärligen upp till Norra Savolax och Norra Karelen.

## Ekologi
Habitatet utgörs framför allt av fuktigare områden i skogar, skogsbryn, gläntor, ängar och undantagsvis trädgårdar. Födan består av bladlöss och bladloppor som den hämtar på träd som lindar, lönnar, ekar, almar, hasslar, björkar, schersminer och robinia.
I Nordeuropa är arten aktiv mellan april och oktober. Den övervintrar i löv- och detrituslagret eller i mossa.
Honan lägger mellan 14 och 20 ägg på trädens blad.

## Bildgalleri

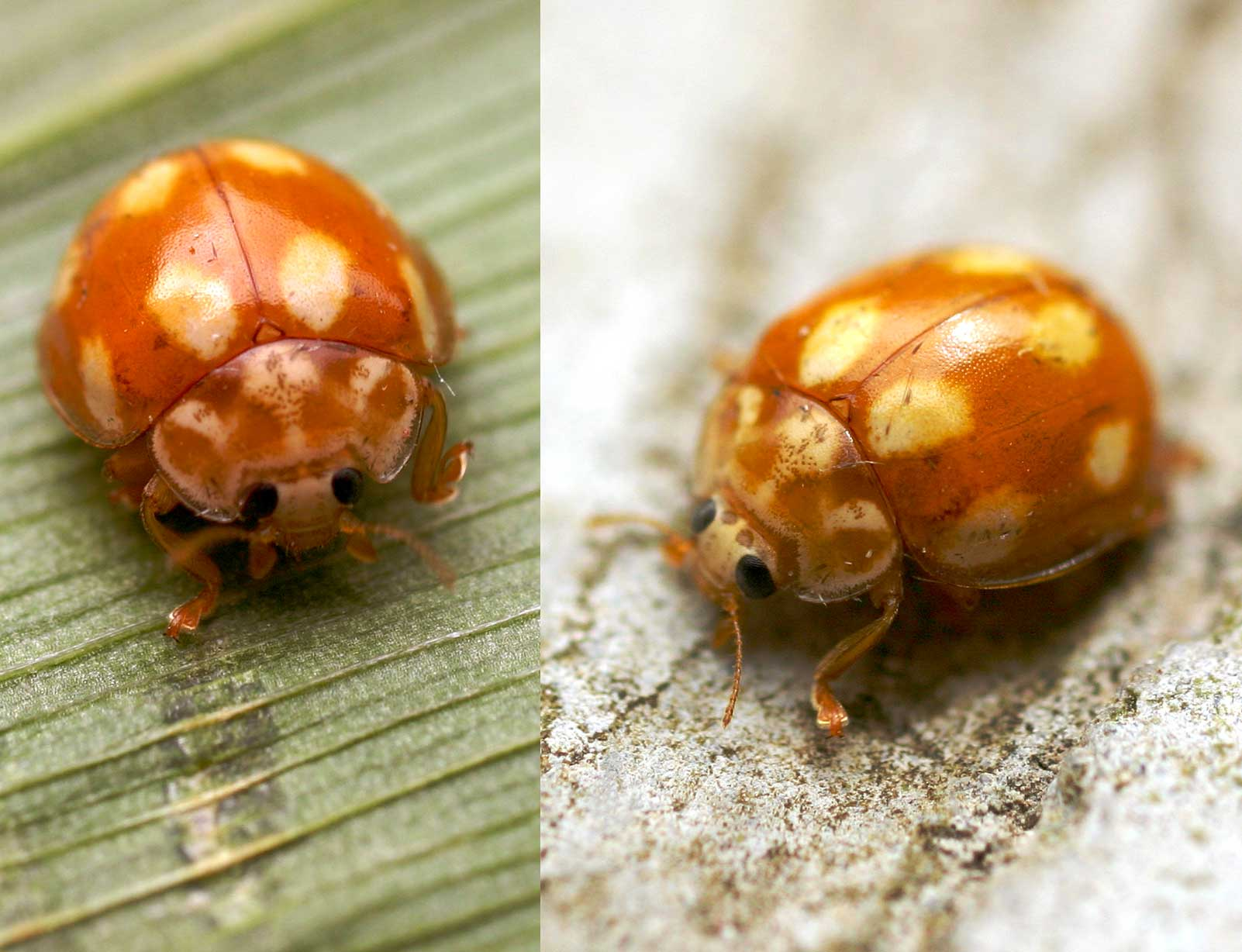
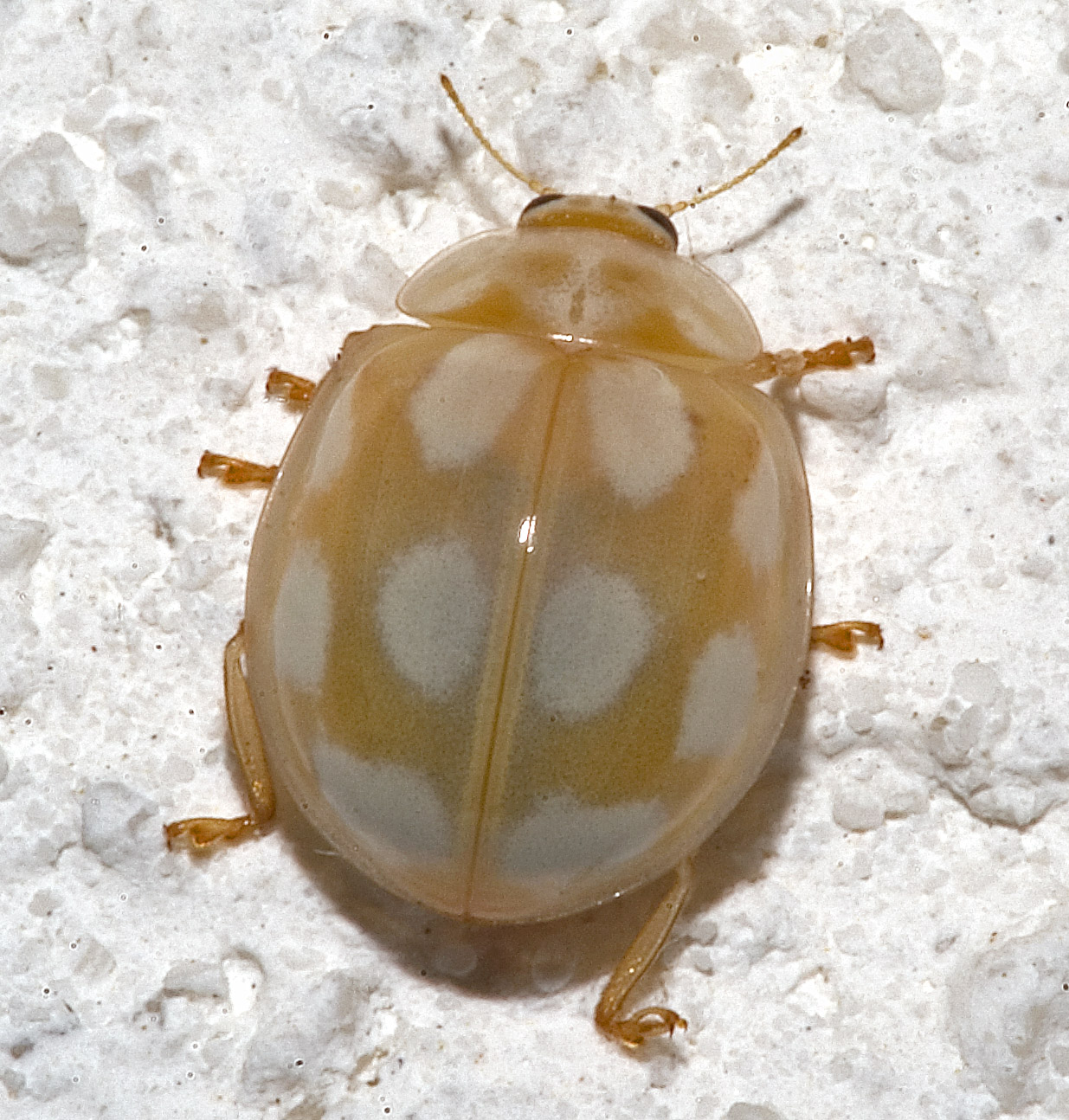
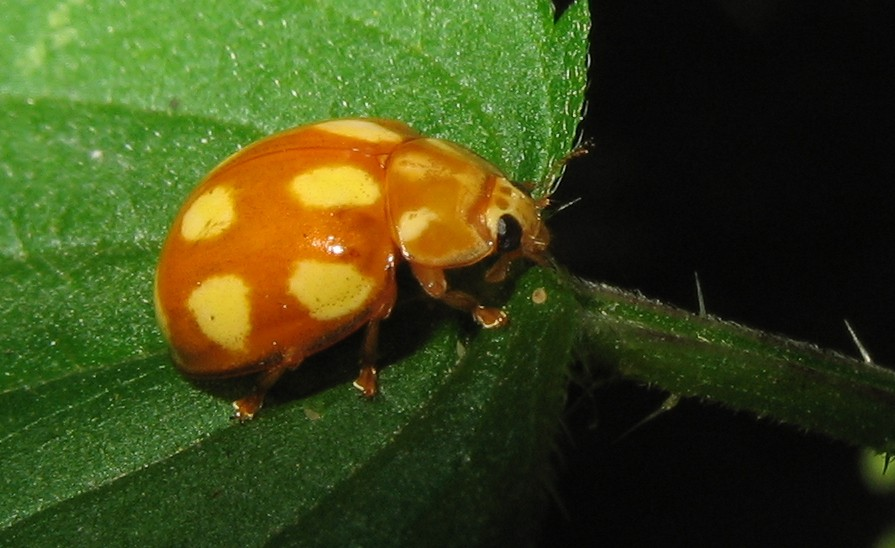